# Nederlands kampioenschap dammen 1927
Het Nederlands kampioenschap dammen van 1927 telde acht deelnemers. Met 13 punten won Arnold Damme zijn tweede nationale titel.

## Resultaten
| Plaats | Naam                    | 1   | 2   | 3   | 4 | 5 | 6 | 7 | 8 | AW | Wi | Re | Ve | Pnt | SB  |
| ------ | ----------------------- | --- | --- | --- | - | - | - | - | - | -- | -- | -- | -- | --- | --- |
| 1      | Arnold Damme            |     | 1 2 | 1 2 | 1 | 0 | 1 | 2 | 2 | 10 | 4  | 5  | 1  | 13  | 113 |
| 2      | Reinier Cornelis Keller | 1 0 |     | 1   | 1 | 2 | 2 | 1 | 2 | 10 | 3  | 6  | 1  | 12  | 96  |
|        | W.C.J. Polman           | 1 0 | 1   |     | 1 | 1 | 2 | 2 | 2 | 10 | 3  | 6  | 1  | 12  | 92  |
|        | Johan Vos               | 1   | 1   | 1   |   | 2 | 1 | 1 | 2 | 10 | 2  | 8  | 0  | 12  | 102 |
| 5      | I.J. de Jong            | 2   | 0   | 1   | 0 |   | 1 | 2 | 1 | 7  | 2  | 3  | 2  | 7   | 53  |
|        | Piet van Dartelen       | 1   | 0   | 0   | 1 | 1 |   | 2 | 2 | 7  | 2  | 3  | 2  | 7   | 42  |
| 7      | W.H. Niestadt           | 0   | 1   | 0   | 1 | 0 | 0 |   | 1 | 7  | 0  | 3  | 4  | 3   | 26  |
| 8      | C.J. Lochtenberg        | 0   | 0   | 0   | 0 | 1 | 0 | 1 |   | 7  | 0  | 2  | 5  | 2   | 10  |

1902 · 
1904 · 
1908 · 
1911 · 
1913 · 
1916 · 
1919 · 
1920 · 
1921 · 
1922 · 
1923 · 
1924 · 
1925 · 
1926 · 
1927 · 
1929 · 
1930 · 
1931 · 
1932 · 
1933 · 
1934 · 
1935 · 
1936 · 
1937 · 
1938 · 
1939 ·
1940 · 
1941 · 
1942 · 
1943 · 
1944 · 
1946 · 
1948 · 
1949 ·
1950 · 
1951 · 
1952 · 
1953 · 
1954 · 
1955 · 
1956 · 
1957 · 
1958 · 
1959 · 
1960 · 
1961 · 
1962 · 
1963 · 
1964 · 
1965 · 
1966 · 
1967 · 
1968 · 
1969 · 
1970 · 
1971 · 
1972 · 
1973 · 
1974 · 
1975 · 
1976 · 
1977 · 
1978 · 
1979 · 
1980 · 
1981 · 
1982 · 
1983 · 
1984 · 
1985 · 
1986 · 
1987 · 
1988 · 
1989 · 
1990 · 
1991 · 
1992 · 
1993 · 
1994 · 
1995 · 
1996 · 
1997 · 
1998 · 
1999 · 
2000 · 
2001 · 
2002 · 
2003 · 
2004 · 
2005 · 
2006 · 
2007 · 
2008 · 
2009 · 
2010 · 
2011 · 
2012 · 
2013 · 
2014 · 
2015 · 
2016 · 
2017 · 
2018 · 
2019 · 
2020 · 
2021 · 
2022 · 
2023